# Boulevard des Invalides (Paris)
Pour les articles homonymes, voir Boulevard des Invalides.
Le boulevard des Invalides est une voie du 7e arrondissement de Paris.

## Situation et accès

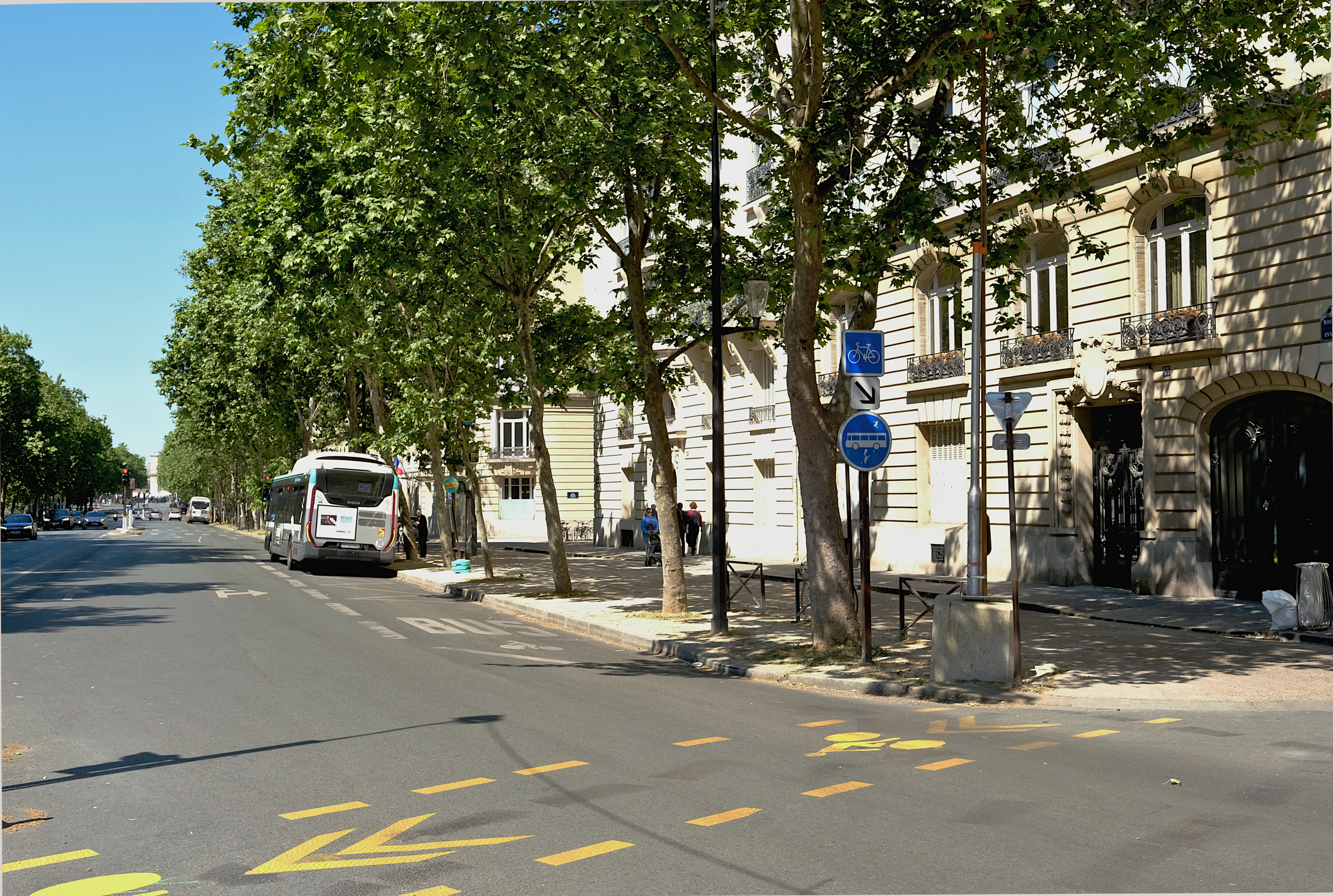
Le boulevard vu depuis la rue de Sèvres.

Long de 1245 mètres, le boulevard débute au 127, rue de Grenelle et finit place Léon-Paul-Fargue et rue de Sèvres. 
Il est desservi par la ligne 13 du métro aux stations Varenne, Saint-François-Xavier et Duroc, cette dernière station, située à l’extrémité sud du boulevard, voit également circuler les trains de la ligne 10.

## Origine du nom
L'origine de son nom renvoie à l'hôtel des Invalides qu'il longe.

## Historique

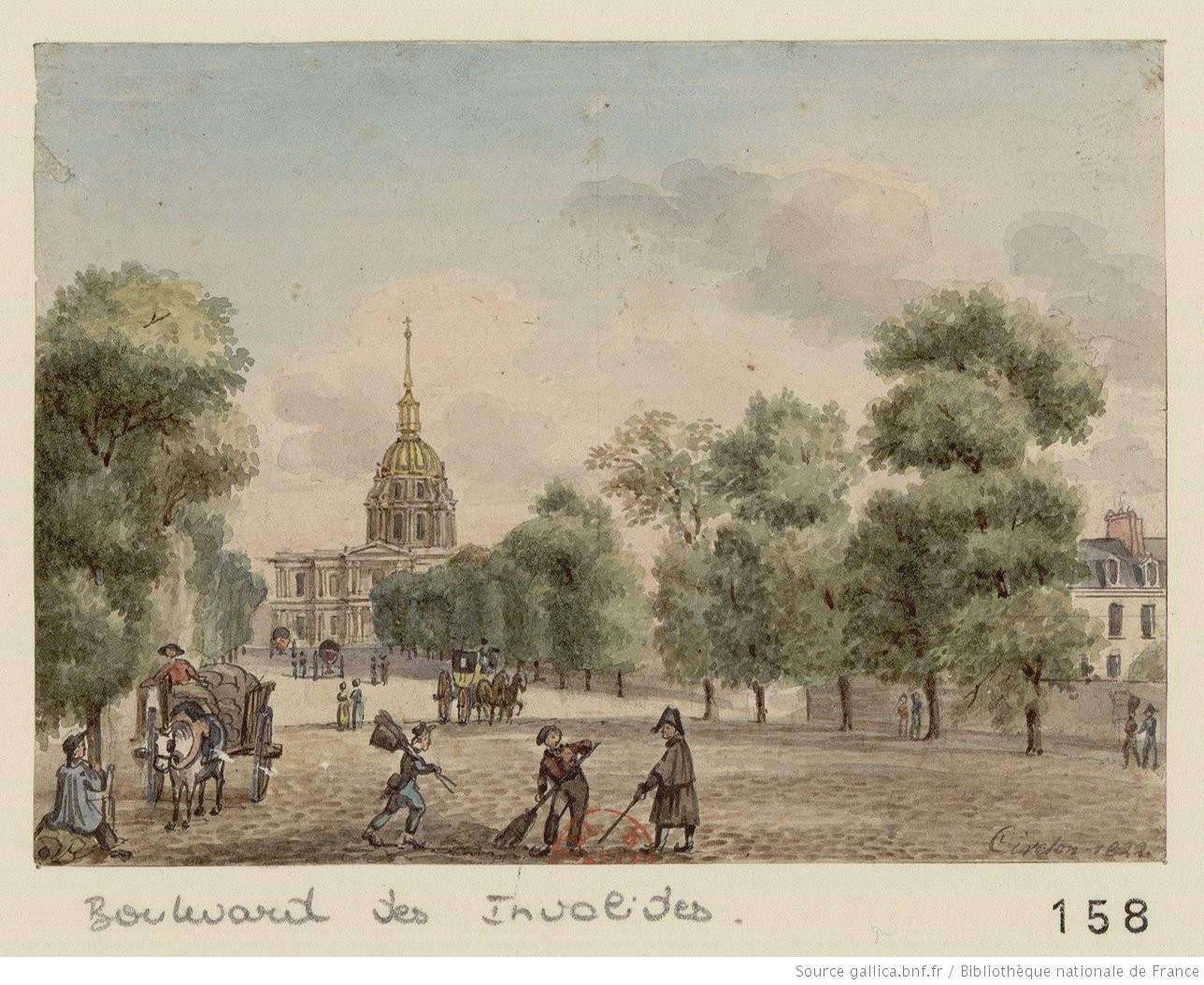
Le boulevard des Invalides vers 1800.

Amorcé vers 1720, son aménagement s'est achevé au début des années 1760 avec l'ensemble du boulevard du Midi reliant l'esplanade des Invalides à l'actuelle place Valhubert près de la Salpêtrière. Jusqu'au milieu du XIXe siècle, le boulevard des Invalides était très peu animé. Un guide de 1828 le décrit de la façon suivante : « des allées bien entretenues, d’un bel aspect mais très solitaires ».
Le 5 août 1918, durant la Première Guerre mondiale, un obus lancé par la Grosse Bertha explose au no 46 boulevard des Invalides.

## Bâtiments remarquables et lieux de mémoire
- Angle avec la rue de Grenelle : lieu de l'assassinat de l'éditeur Robert Denoël, le 2 décembre 1945[3].
- No 6 : l'hôtel des Invalides.
- No 8 : le poète Leconte de Lisle a habité à cette adresse à partir de 1861, au 5e étage. Il y tenait un salon littéraire fréquenté par les Parnassiens.
- No 13 : le diplomate Philippe Berthelot a habité à cette adresse à partir de 1927, dans un hôtel particulier qu'il avait fait construire (aujourd'hui détruit), où il recevait Paul Claudel, Jean Giraudoux et Saint-John Perse et où il est mort[4].
Domicile de Françoise Giroud, co-directrice de L'Express. Un attentat vise son appartement en janvier 1962, parmi plusieurs ciblant des journalistes et des hommes politiques[5].
- No 14 : siège, en 1923, de la nonciature apostolique en France[6].
- No 30 : Fondation pour la mémoire de la déportation et Fondation de la Résistance.
- Nos 31-33 : académie Henri-Matisse et les ateliers de plusieurs artistes.
- No 33 : lycée Victor-Duruy.
- No 34 : le général Niessel y résida de 1921 à 1955[7]. Une plaque lui rend hommage.
- No 35 : bâtiment moderne construit à l'emplacement de l'ancien hôtel de Verteillac ou de Rohan, où habitait au début du XXe siècle la princesse de Léon, mentionnée par Marcel Proust. Le nouvel immeuble abrita jusqu'en 1994 le siège social des Laboratoires pharmaceutiques Roussel-Uclaf, puis le conseil régional d'Île-de-France jusqu'en 2018. Il est cédé début 2019 à AG2R La Mondiale[8].
- No 36 : immeuble édifié en 1887 par l’architecte Charles Mewès[9]. Le musée Carnavalet en conserve une vue extérieure datée de 1918[10], ainsi qu’une photographie de la salle à manger en 1920[11]. Le cours Simon, ou cours d’art dramatique René-Simon, y a longtemps eu ses locaux et des milliers d’apprentis acteurs ont fréquenté les lieux[12].
- No 44 : immeuble dont la porte d’entrée porte la mention, gravée dans le bois, « Valeant qui dissidiu volunt ». Cette inscription, empruntée à un vers de L’Andrienne de Térence[13], peut se traduire par : « Hors d’ici les querelleurs ». L’avocat et homme politique Maurice Sibille (1847-1932) est mort à cette adresse où il avait son domicile[14].
- No 45 : jardin de l'hôtel de Montesquiou, rue Monsieur.
- No 49 (et 22, rue Oudinot) : Brongniart, l’architecte de la Bourse, y a construit son hôtel particulier, la maison Brongniart.
- No 52 (et 2, rue Duroc et 11, rue Masseran) : ancien hôtel de Masseran, construit en 1787 par l’architecte Alexandre-Théodore Brongniart, dont on aperçoit les jardins de la rue. L'écrivain Marcel Proust (1871-1922) y fait sa dernière sortie au début du mois d'octobre 1922[15].  Classé MH (1946)[16], l’hôtel est acheté en 1978 par Félix Houphouët-Boigny, premier président de la Côte-d'Ivoire, pour 60 millions de francs[17].
- No 56, rue Duroc, rue de Sèvres, rue Maurice-de-La-Sizeranne : Institut national des jeunes aveugles. Créée en 1784 par Valentin Haüy, l'institution s'est installée en 1843 dans ce bâtiment du boulevard des Invalides construit spécialement, en exécution de la loi du 18 juillet 1838 votée à l'instigation du directeur, le docteur Pignier.
- No 57 : ministère des Outre-mer (hôtel de Montmorin).
- No 61 : immeuble réalisé en 1914-1916 (architecte René Degeorge).

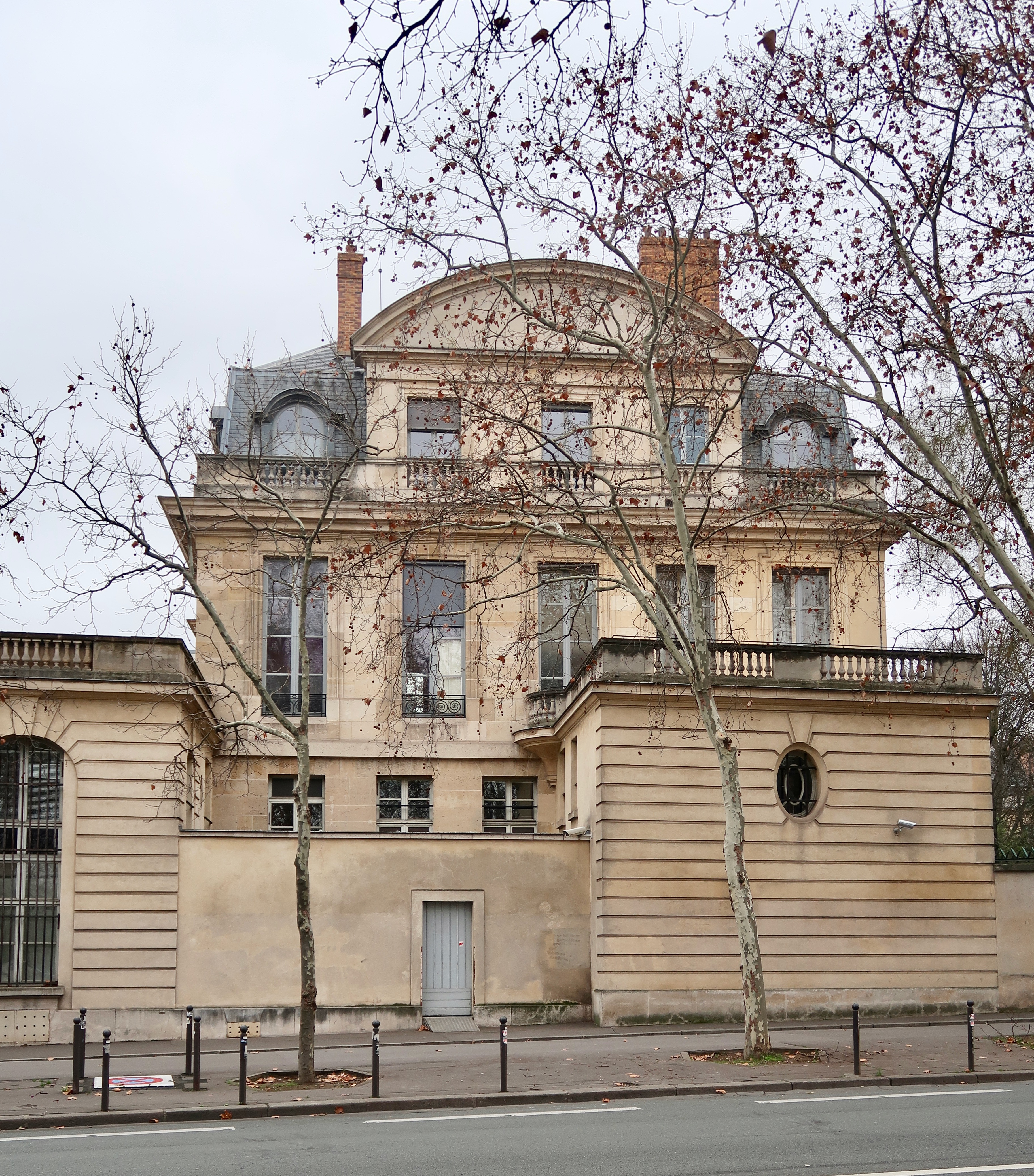
Hôtel du Châtelet, à l'angle avec la rue de Grenelle.
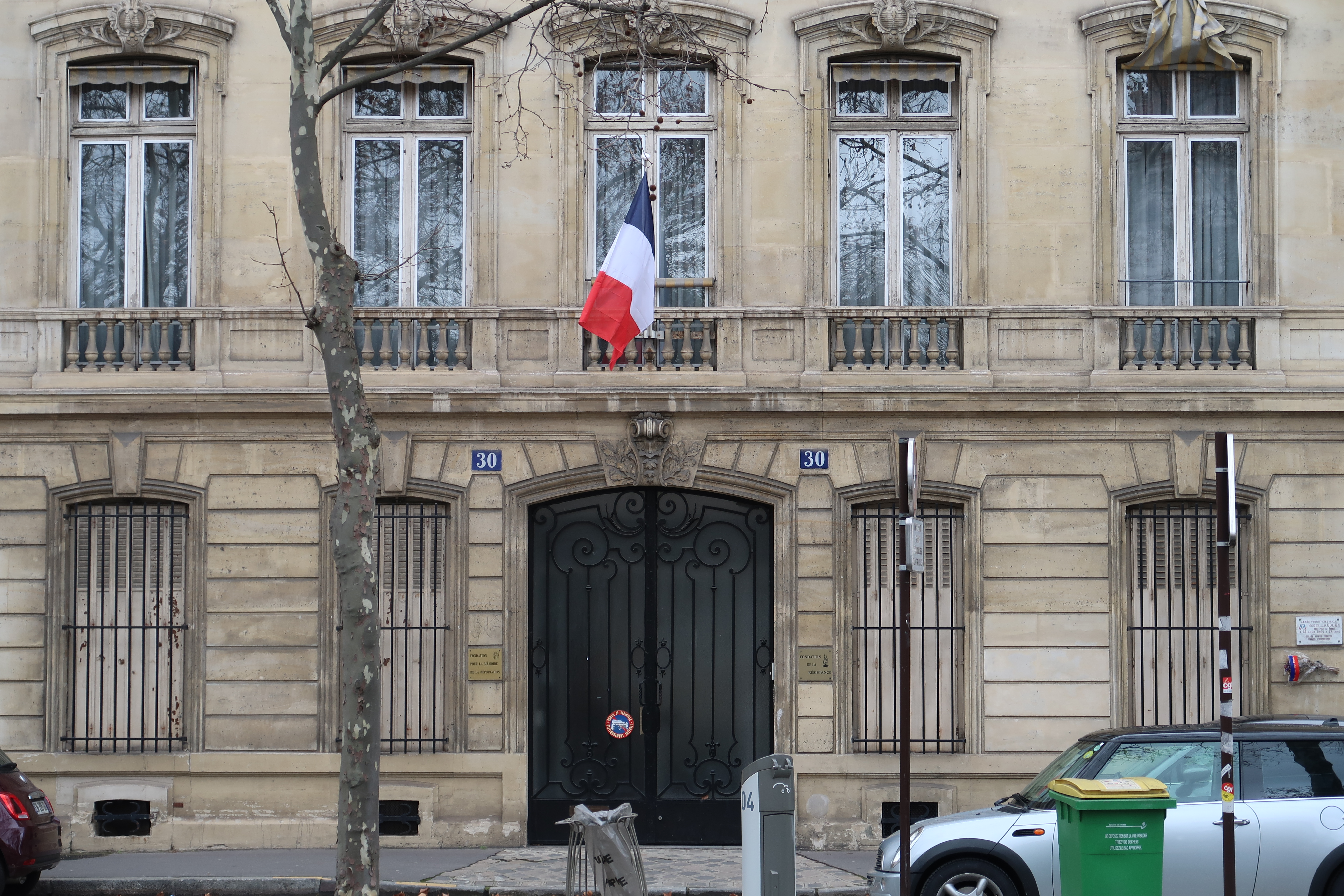
No 30.
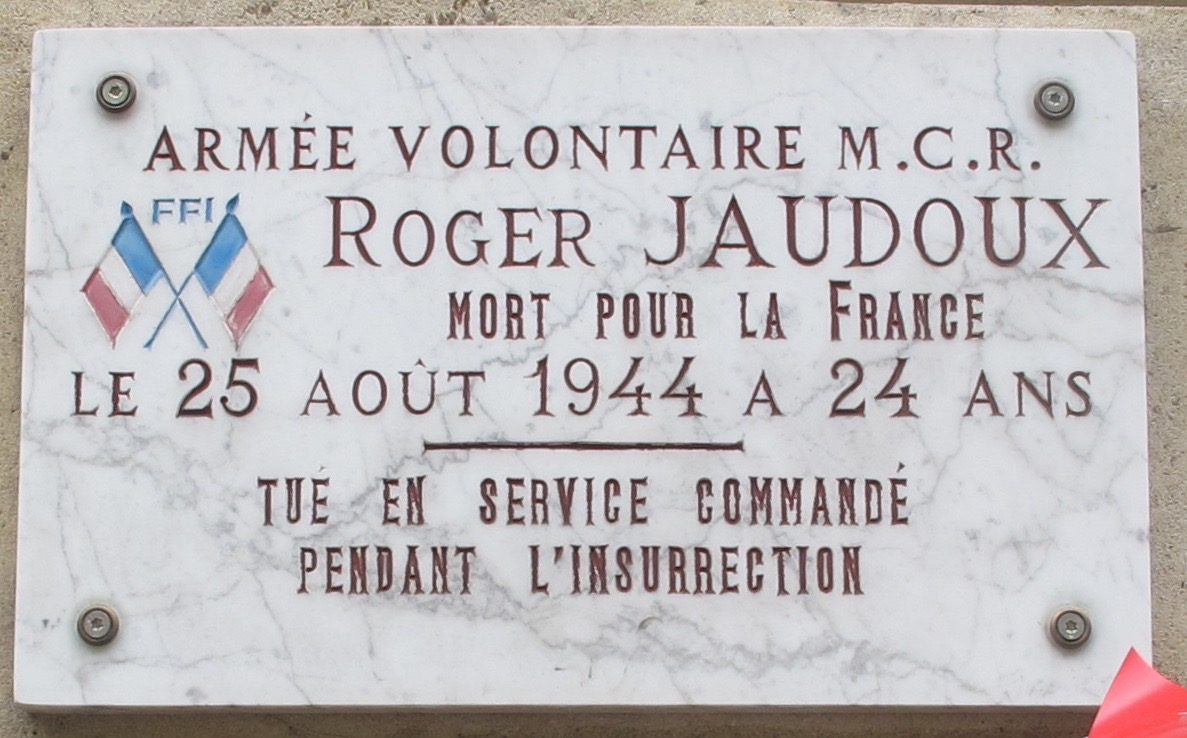
No 30 : plaque rendant hommage à Roger Jaudoux, mort pour la France en 1944.
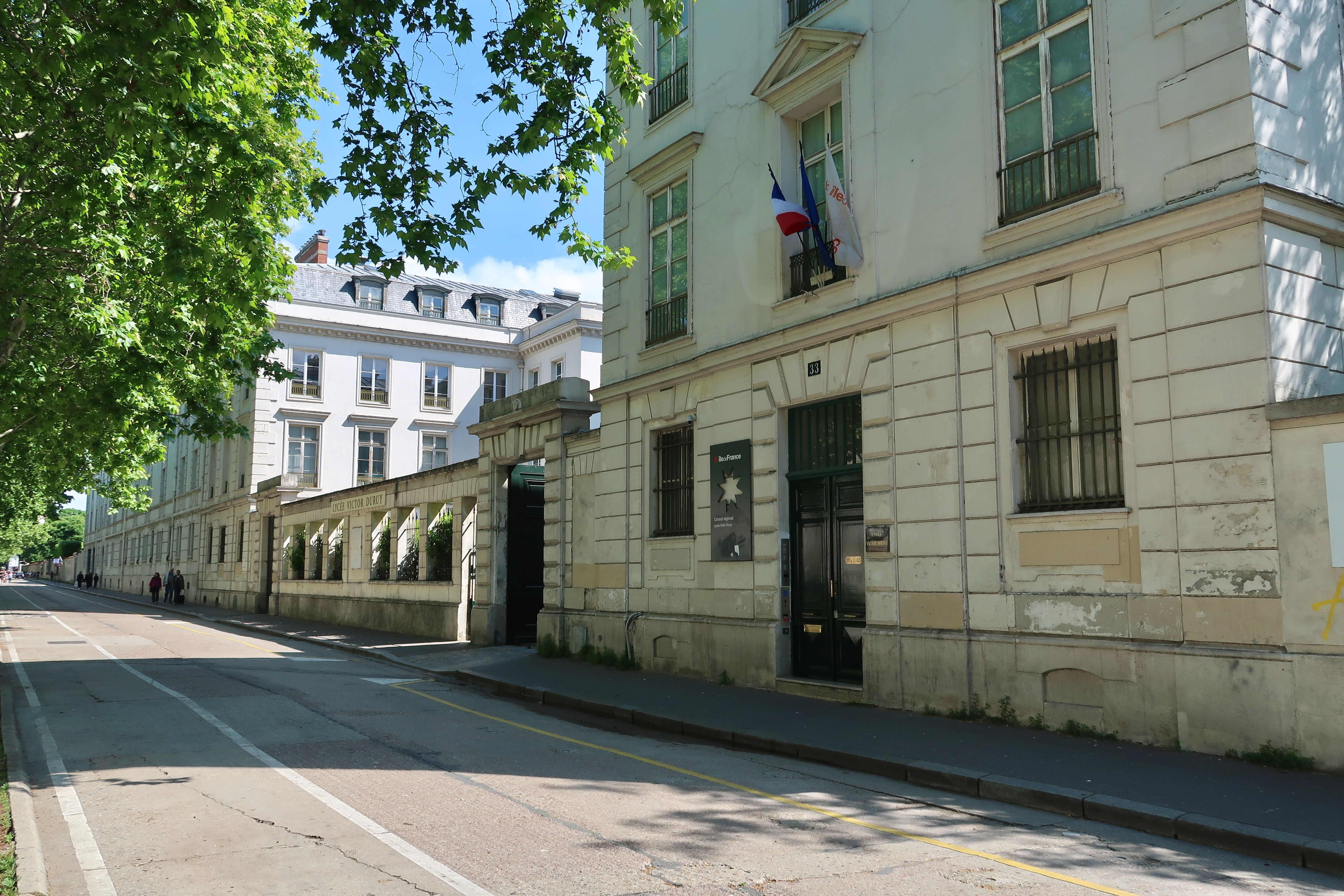
No 33.
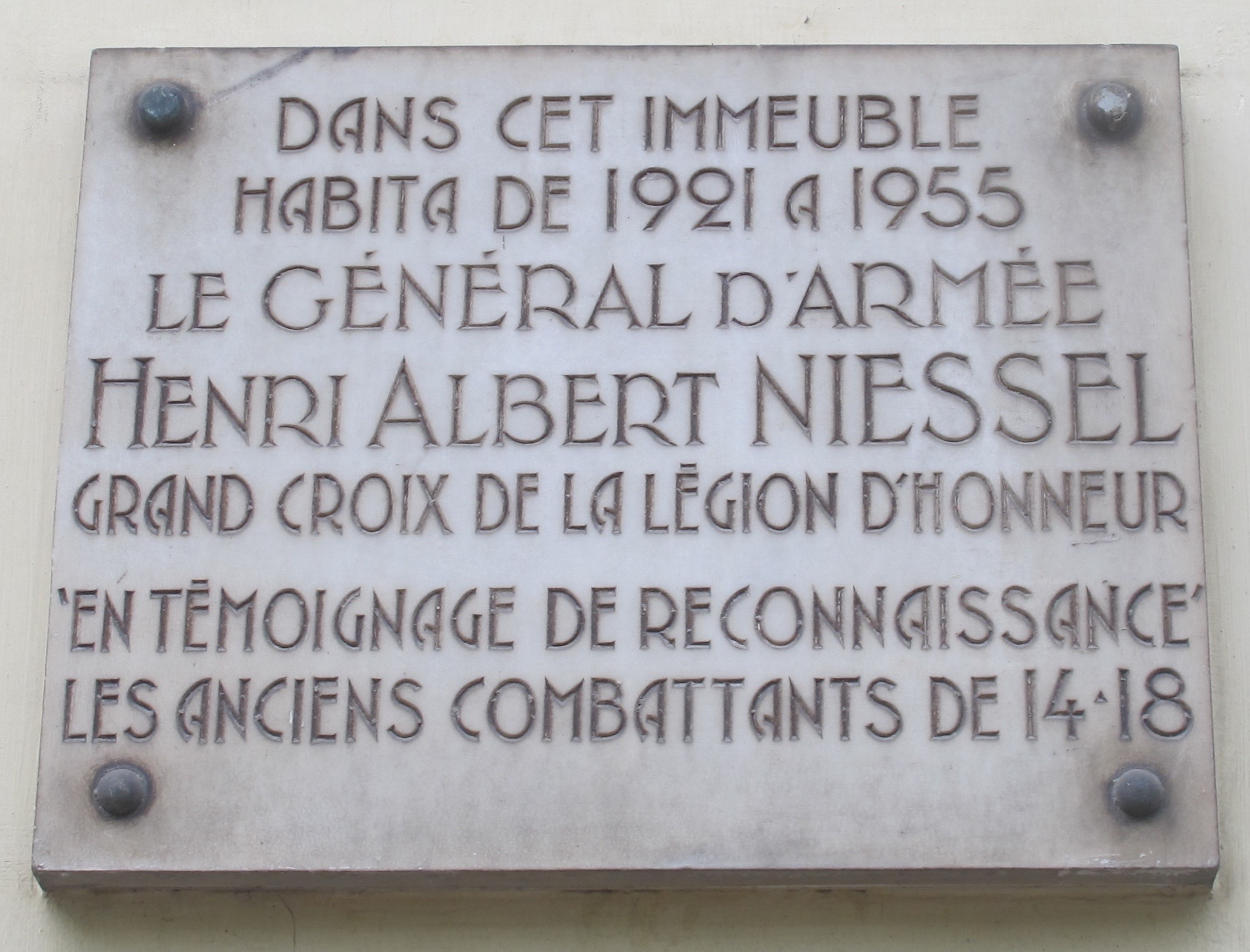
No 34 : plaque.
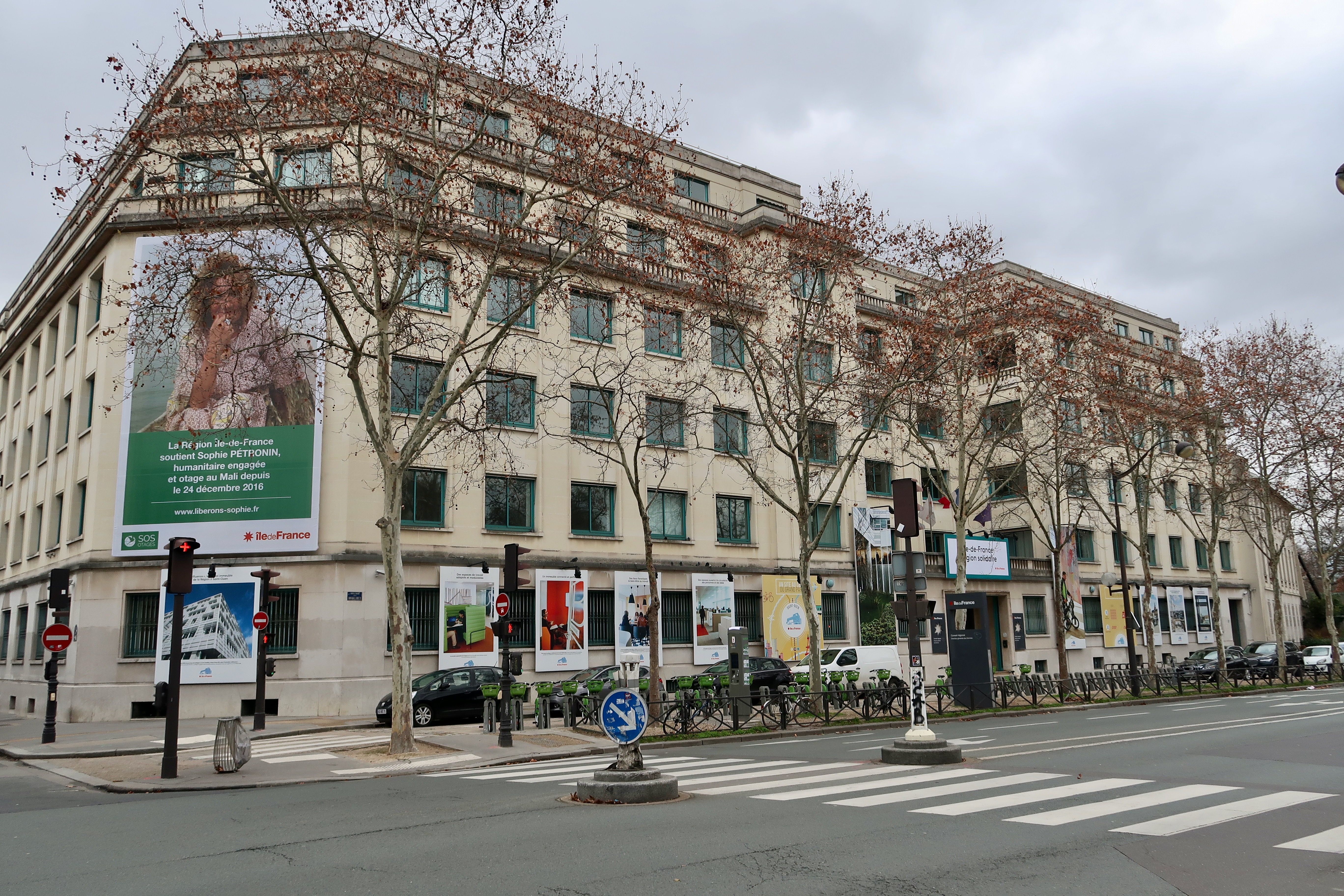
No 35.
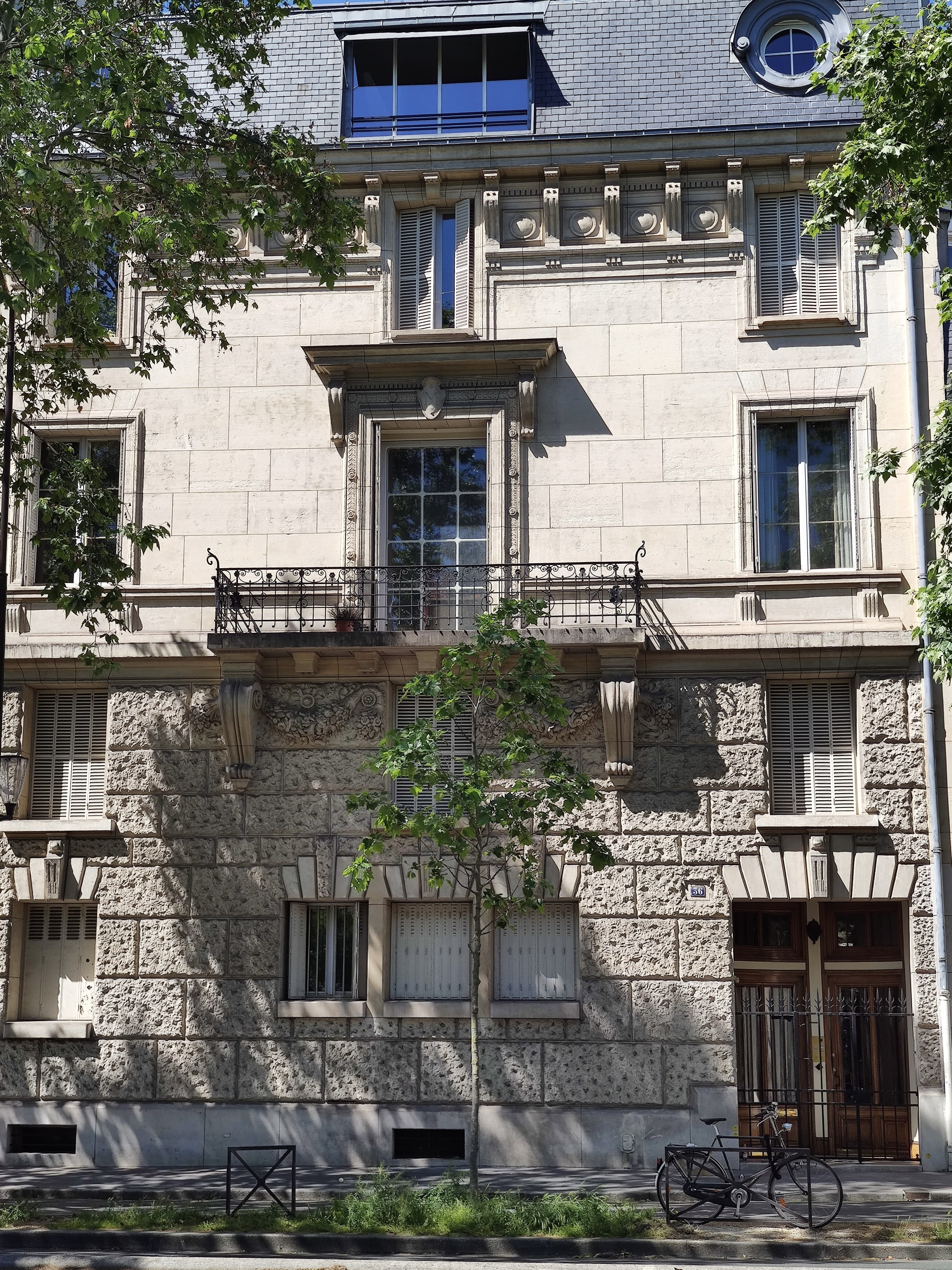
No 36.
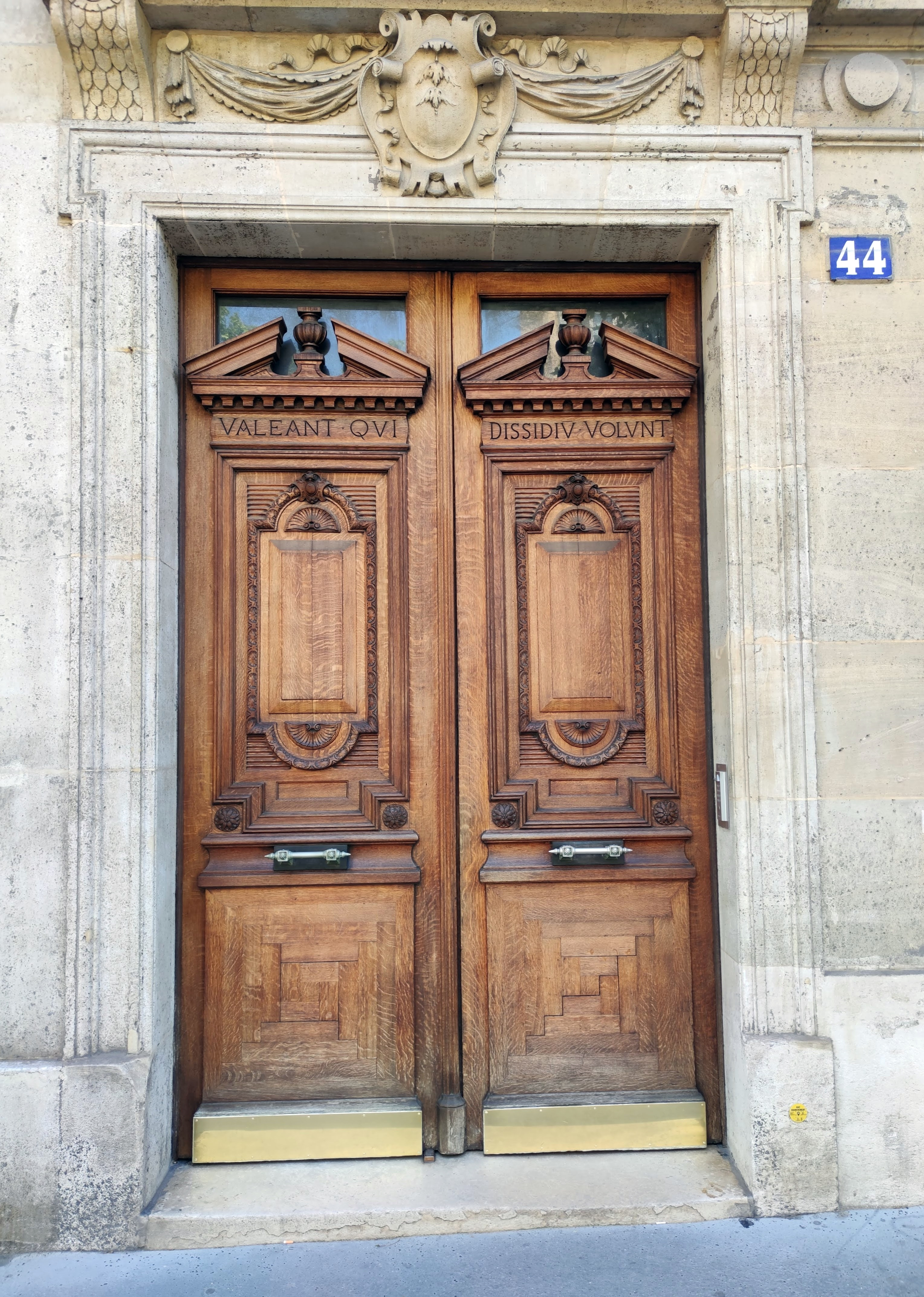
No 44 : porte.
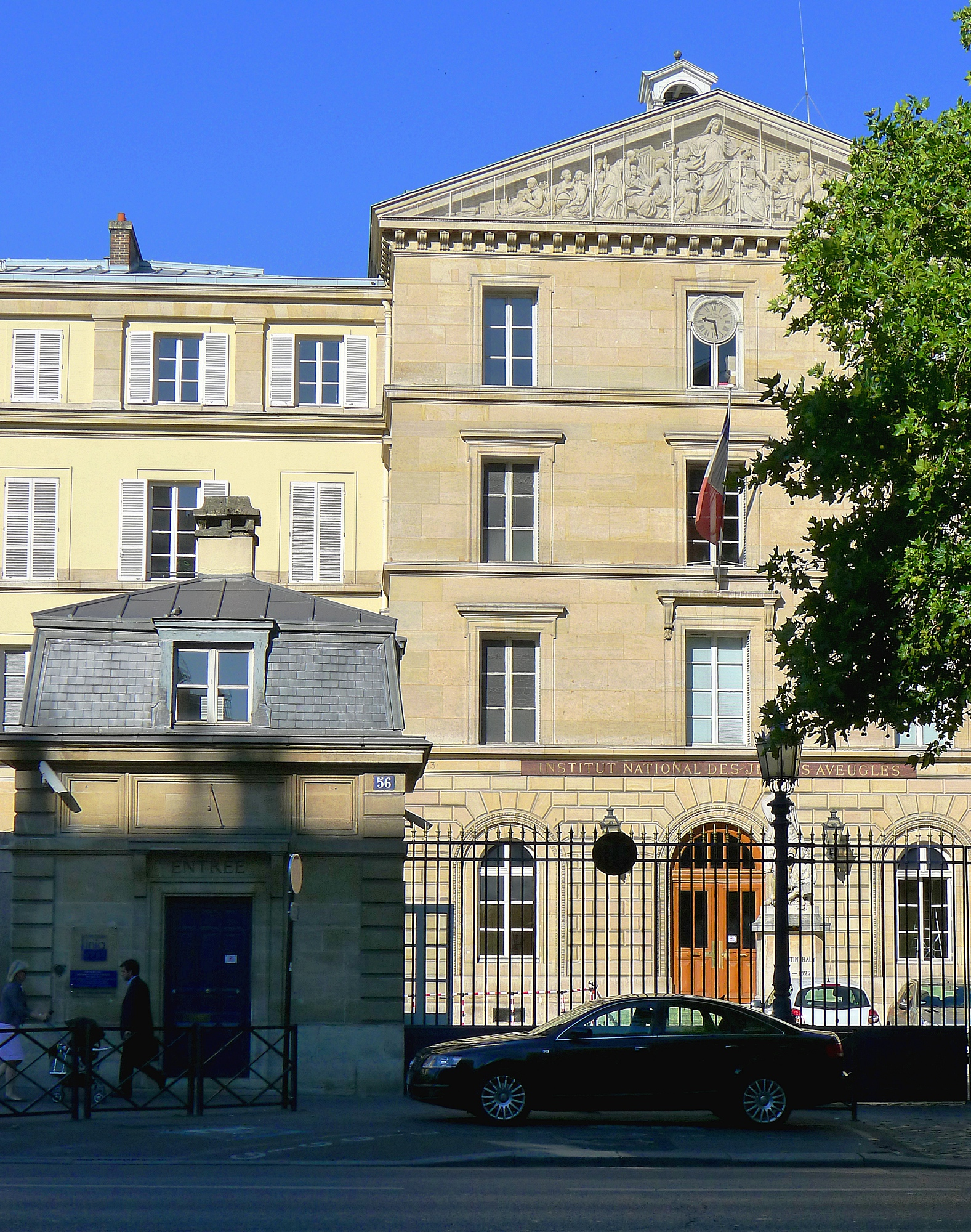
No 56 : Institut national des jeunes aveugles.
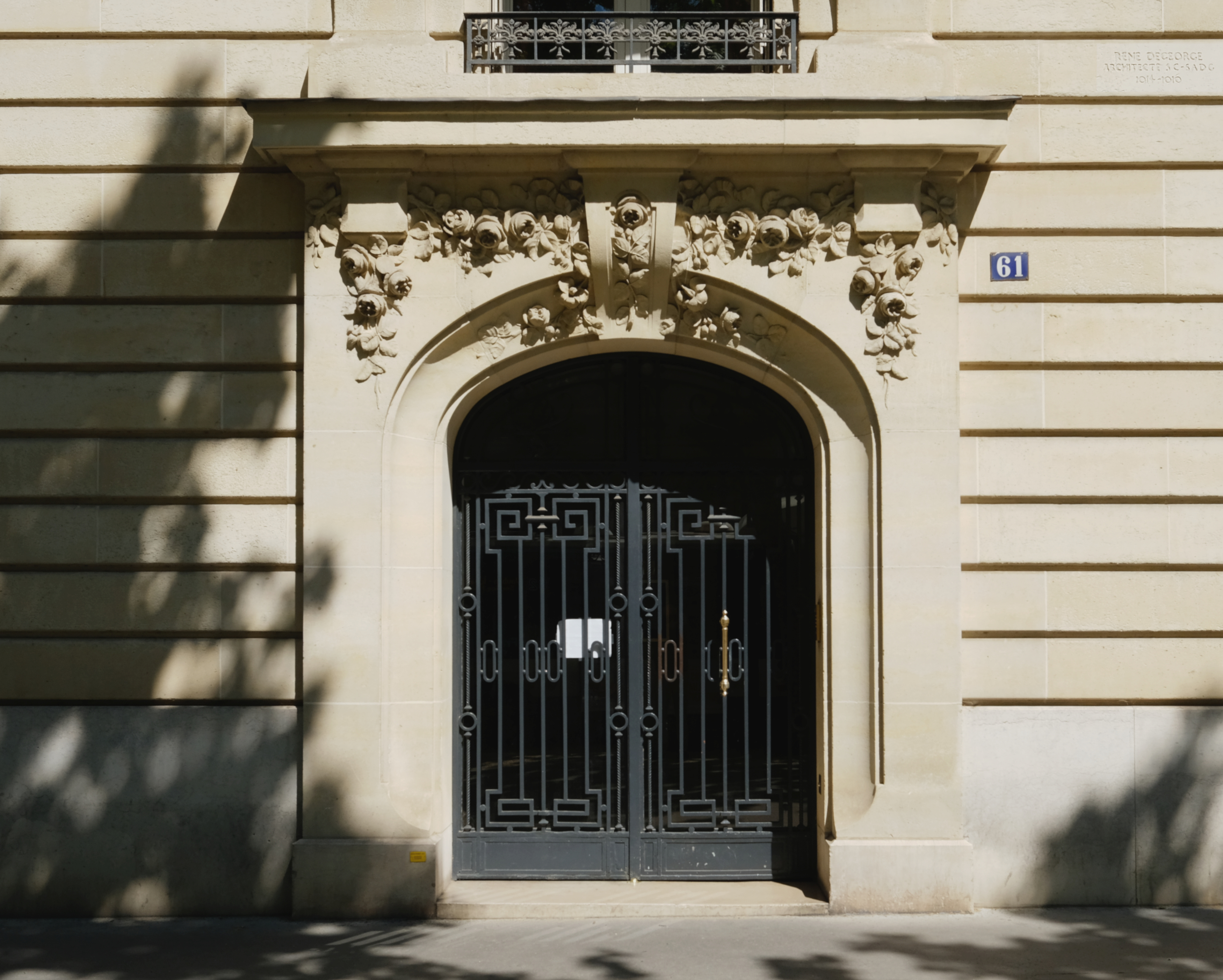
No 61 : immeuble réalisé en 1914-1916 (architecte René Degeorge).

### Bâtiments démolis
- No 35 : hôtel de Rohan ou de Verteillac, de style néo-Louis XV, démoli en 1950[18].

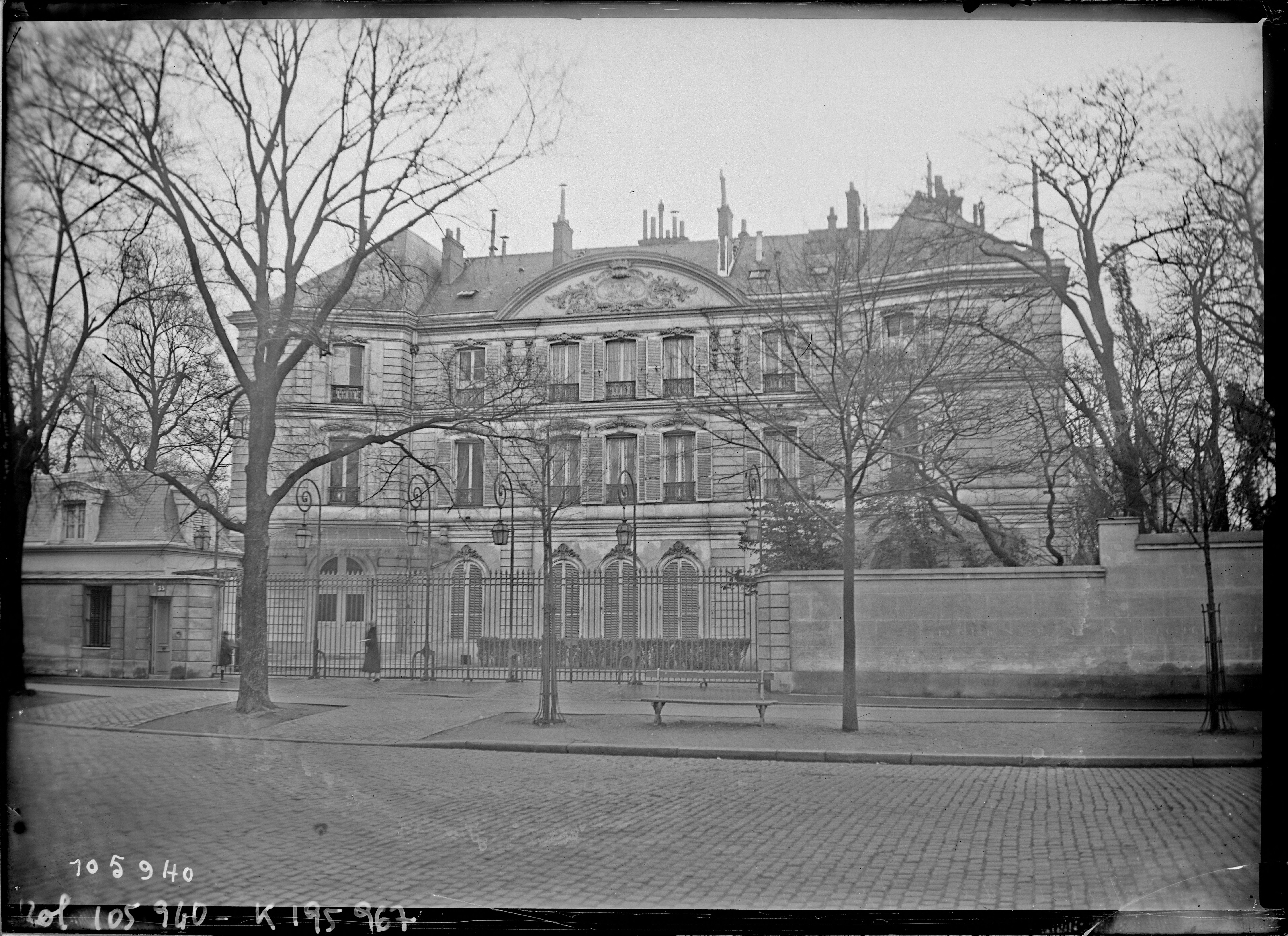
L’hôtel en 1925[19].